# Обська (станція)
66°43′04″ пн. ш. 66°13′49″ сх. д. / 66.71778° пн. ш. 66.23028° сх. д.
Обська — вантажна залізнична станція Сосногорського регіону Північної залізниці, що знаходиться в місті Лабитнангі Ямало-Ненецького автономного округу.
Географічне положення: східні схили Полярного Уралу.
Приміське сполучення по станції відсутнє. Знаходиться на лінії Чум — Харп — Лабитнангі .
З 1986 року по 2011 рік тривало будівництво залізниці «Обська — Бованенково — Карська». З жовтня 2009 року почалися вантажні операції на станції Обська. Планується, що до 2030 року залізниця буде продовжена і з'єднає станцію Обська з морським портом у селі Харасавей, а також будуть побудовані залізничні лінії до вахтового селища Сабетта і до села Новий Порт.

## Ресурси Інтернету
- Історія станції Обська [Архівовано 4 березня 2016 у Wayback Machine.]